# Sfântu Gheorghe, Tulcea
Sfântu Gheorghe là một xã thuộc hạt Tulcea, România. Dân số thời điểm năm 2002 là 993 người.